# Saltos ornamentais no Campeonato Mundial de Esportes Aquáticos de 2013 - Plataforma 10 m individual masculino
A prova da plataforma 10 m individual masculino dos saltos ornamentais no Campeonato Mundial de Esportes Aquáticos de 2013 foi realizada entre os dias 27 de julho e 28 de julho na Piscina Municipal de Montjuïc em Barcelona. 

## Calendário
| Fase       | Data        |
| ---------- | ----------- |
| Preliminar | 27 de julho |
| Semifinal  | 27 de julho |
| Final      | 28 de julho |

## Medalhistas
| Ouro         | Prata              | Bronze             |
| Qiu Bo (CHN) | David Boudia (USA) | Sascha Klein (GER) |

## Resultados
Esses foram os resultados da competição.
| Pos.              | Saltador           | Nacionalidade   | Preliminar | Preliminar | Semifinal | Semifinal | Final  | Final |
| Pos.              | Saltador           | Nacionalidade   | Pontos     | Pos.       | Pontos    | Pos       | Pontos | Pos   |
| ----------------- | ------------------ | --------------- | ---------- | ---------- | --------- | --------- | ------ | ----- |
| Medalha de ouro   | Qiu Bo             | China           | 524.40     | 1          | 457.55    | 6         | 581.00 | 1     |
| Medalha de prata  | David Boudia       | Estados Unidos  | 503.30     | 2          | 534.40    | 1         | 517.40 | 2     |
| Medalha de bronze | Sascha Klein       | Alemanha        | 482.55     | 4          | 505.85    | 3         | 508.55 | 3     |
| 4                 | Germán Sánchez     | México          | 449.90     | 7          | 473.40    | 5         | 506.35 | 4     |
| 5                 | Iván García        | México          | 423.80     | 9          | 522.60    | 2         | 502.75 | 5     |
| 6                 | Tom Daley          | Reino Unido     | 406.40     | 13         | 452.70    | 7         | 470.60 | 6     |
| 7                 | Oleksandr Bondar   | Ucrânia         | 457.70     | 5          | 442.85    | 11        | 464.75 | 7     |
| 8                 | Victor Minibaev    | Rússia          | 486.55     | 3          | 480.30    | 4         | 449.75 | 8     |
| 9                 | Vadim Kaptur       | Bielorrússia    | 425.90     | 8          | 430.65    | 12        | 447.30 | 9     |
| 10                | Jeinkler Aguirre   | Cuba            | 416.10     | 11         | 452.15    | 8         | 417.30 | 10    |
| 11                | Sergey Nazin       | Rússia          | 382.90     | 17         | 447.20    | 10        | 410.10 | 11    |
| 12                | Andrea Chiarabini  | Itália          | 418.60     | 10         | 451.70    | 9         | 370.75 | 12    |
| 13                | Juan Rios Lopera   | Colômbia        | 404.35     | 14         | 421.05    | 13        | 18     | 13    |
| 14                | Ooi Tze Liang      | Malásia         | 412.55     | 12         | 411.75    | 14        | 17     | 14    |
| 15                | Kim Sun-Bom        | Coreia do Norte | 377.20     | 18         | 411.30    | 15        | 16     | 15    |
| 16                | Anton Zakharov     | Ucrânia         | 400.55     | 16         | 396.50    | 16        | 15     | 16    |
| 17                | Lin Yue            | China           | 456.00     | 6          | 387.10    | 17        | 14     | 17    |
| 18                | Dominik Stein      | Alemanha        | 403.45     | 15         | 325.05    | 18        | 13     | 18    |
| 19                | Harry Jones        | Estados Unidos  | 375.00     | 19         | 12        | 19        | 12     | 19    |
| 20                | Robert Páez        | Venezuela       | 367.25     | 20         | 11        | 20        | 11     | 20    |
| 21                | Jesper Tolvers     | Suécia          | 359.10     | 21         | 10        | 21        | 10     | 21    |
| 22                | Maicol Verzotto    | Itália          | 355.10     | 22         | 9         | 22        | 9      | 22    |
| 23                | Espen Valheim      | Noruega         | 344.45     | 23         | 8         | 23        | 8      | 23    |
| 24                | Lev Sargsyan       | Armênia         | 333.40     | 24         | 7         | 24        | 7      | 24    |
| 25                | Daniel Jensen      | Noruega         | 328.45     | 25         | 6         | 25        | 6      | 25    |
| 26                | So Myong-Hyok      | Coreia do Norte | 324.05     | 26         | 5         | 26        | 5      | 26    |
| 27                | Woo Ha-Ram         | Coreia do Sul   | 321.90     | 27         | 4         | 27        | 4      | 27    |
| 28                | Daniel Goodfellow  | Reino Unido     | 318.55     | 28         | 3         | 28        | 3      | 28    |
| 29                | Yumandy Paz Gamboa | Cuba            | 305.05     | 29         | 2         | 29        | 2      | 29    |
| 30                | Kim Yeong-Nam      | Coreia do Sul   | 297.15     | 30         | 1         | 30        | 1      | 30    |